# Blåbusslinje

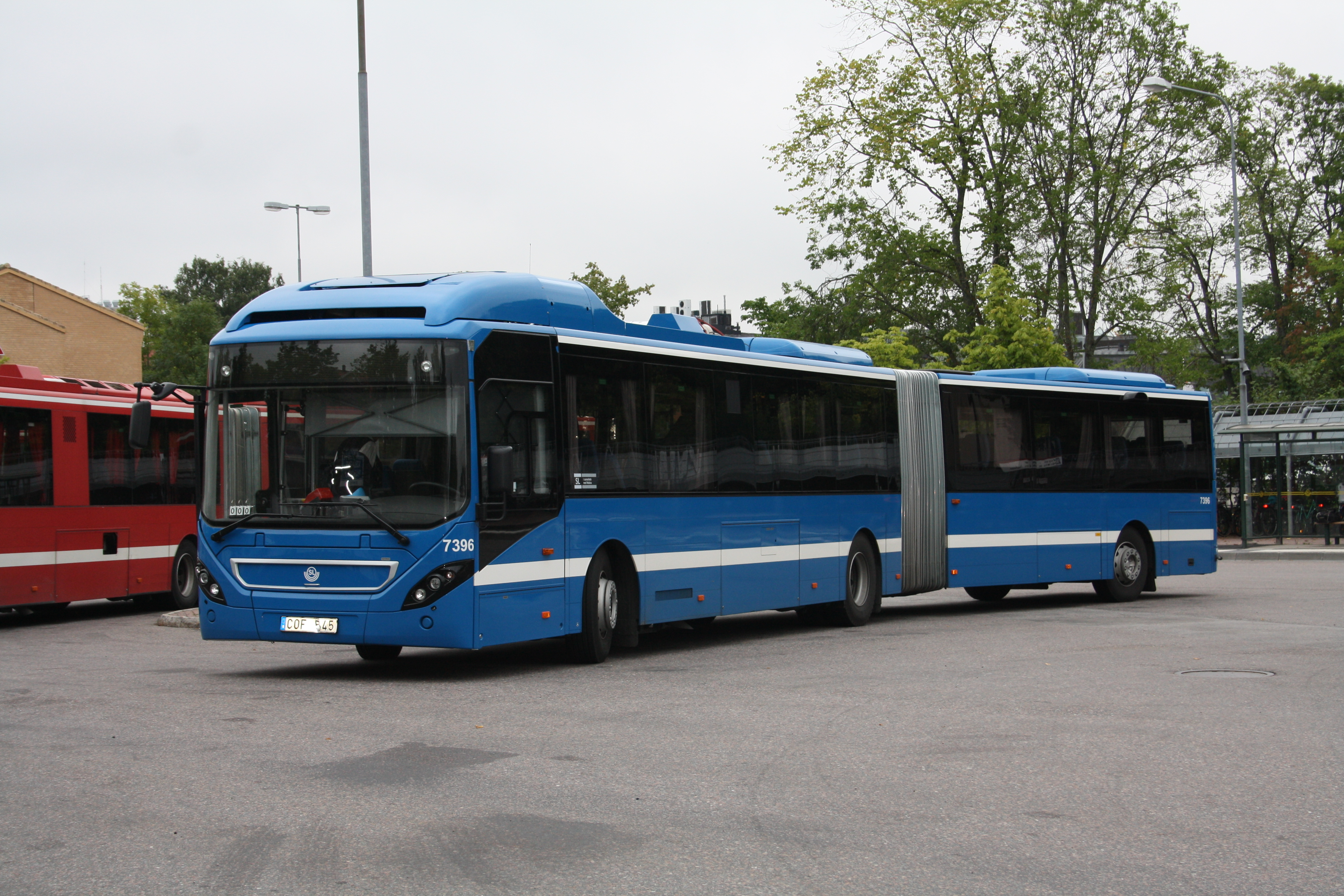
Blåbuss av typen Volvo 8500 i Norrtälje.

Blåbusslinje är Storstockholms Lokaltrafiks namn på dess stombusslinjer. Linjerna trafikeras av bussar i blå färg till skillnad från de övriga i rött, därav namnet. Blåbusslinjerna trafikeras generellt med högre turtäthet än andra linjer och med ledbussar eller dubbeldäckare. Totalt 20 blåbusslinjer finns idag (2025), varav sex linjer trafikerar Stockholms innerstad. Övriga linjer går antingen i förorter eller som landsvägslinjer utanför Stockholm. Vissa ändringar har gjorts i linjenumren för linjerna, för att de ska vara tresiffriga och med en sjua i mitten, enligt de generella nummerprinciper som SL skapat. Dock avviker innerstadslinjerna från dessa principer.

## Funktion
Blåbusslinjerna har olika funktion beroende på var de finns. I Stockholms innerstad körs linjerna på stora gator och med längre avstånd mellan hållplatserna än för andra linjer samt med högre turtäthet, oftast med endast ett par minuter emellan. Linjer i förorterna fungerar oftast som snabbgående tvärförbindelser mellan större knutpunkter som pendeltåg- och tunnelbanestationer eller större centrum. Vissa linjer går även längre distanser, oftast som en slags ersättning där spårtrafik inte finns. Två exempel på detta är linje 676 mellan Stockholm (Tekniska högskolan) och Norrtälje samt linje 677 mellan Norrtälje och Uppsala. Linje 677 är även den blåbusslinje med lägst turtäthet bland alla linjer samt den enda som passerar över en länsgräns.

## Bus Rapid Transit (BRT)
Internationellt används ofta begreppet Bus Rapid Transit (BRT) för busslinjer med egna bussfiler och hög kapacitet och turtäthet, något som är tänkt att införas allt mer i SL-trafiken i hjälp av blåbusslinjerna. Sedan i augusti 2020 finns linje 175 mellan Akalla och Barkarbystaden, vilket är ett försök att efterlikna BRT-system. Efter övergång till hösttidtabell 2022 förlängdes linjen över Veddestabron fram till Barkarby station.

## Lista över linjer
| Linje | Sträckning                                | Längd   | Hållplatser | Turtäthet i högtrafik | Turtäthet i mellantrafik | Operatör |
| ----- | ----------------------------------------- | ------- | ----------- | --------------------- | ------------------------ | -------- |
| 1     | Stora Essingen–Frihamnen                  | 9,8 km  | 33          | 5-7 min               | 5-7 min                  | Keolis   |
| 2     | Sofia–Norrtull                            | 8 km    | 23          | 5-6 min               | 5-7 min                  | Keolis   |
| 3     | Karolinska sjukhuset–Södersjukhuset       | 9,5 km  | 26          | 5-6 min               | 7-8 min                  | Keolis   |
| 4     | Radiohuset–Gullmarsplan                   | 12,5 km | 29          | 4-6 min               | 4-6 min                  | Keolis   |
| 5     | Karolinska sjukhuset–Liljeholmen          | 6,4 km  | 14          | 7-9 min               | 10-15 min                | Keolis   |
| 6     | Karolinska Institutet–Ropsten             | 6,6 km  | 17          | 9-10 min              | 15-30 min                | Keolis   |
| 172   | Skarpnäck –Hallunda centrum               | 24,5 km | 22          | 6 min                 | 12 min                   | Nobina   |
| 173   | Skarpnäck –Skärholmen                     | 18 km   | 22          | 12 min                | 15 min                   | Nobina   |
| 175   | Akalla –Barkarby station                  | 5,1 km  | 5           | 7-8 min               | 10 min                   | Nobina   |
| 176   | Mörby station –Stenhamra                  | 30,3 km | 45          | 20 min                | 20 min                   | VR       |
| 177   | Mörby station –Skärvik                    | 21,8 km | 37          | 20 min                | 20 min                   | VR       |
| 178   | Mörby station –Jakobsbergs station        | 17,7 km | 20          | 10 min                | 15 min                   | Transdev |
| 179   | Vällingby –Sollentuna                     | 16,8 km | 17          | 7-8 min               | 15 min                   | Keolis   |
| 471   | Slussen –Västra Orminge                   | 16 km   | 21          | 10 min                | 15 min                   | Nobina   |
| 474   | Slussen –Hemmesta                         | 31,5 km | 23          | 5 min                 | 10 min                   | Nobina   |
| 670   | Stockholm (Tekniska högskolan )–Vaxholm   | 33,6 km | 24          | 5 min                 | 15-20 min                | Transdev |
| 676   | Stockholm (Tekniska högskolan )–Norrtälje | 67,6 km | 16          | 4-6 min               | 15 min                   | Transdev |
| 677   | Norrtälje–Uppsala                         | 72,5 km | 65          | 30 min                | 60 min                   | Transdev |
| 873   | Gullmarsplan –Nyfors(–Alby friluftsgård)  | 18,3 km | 11          | 10 min                | 15 min                   | VR       |
| 875   | Gullmarsplan –Tyresö kyrka                | 19,4 km | 15          | 10 min                | 15 min                   | VR       |